# KGet
KGet je free download manažer pro desktopové prostředí KDE.

## Vlastnosti
- Stahuje soubory z FTP a HTTP(S) zdrojů.
- Zastavování a navazování stahovaných souborů, stejně jako restartování stahování.
- Zobrazuje mnoho informací o započatém a nezapočatém stahování.
- Uklizení do oznamovací oblasti.
- Standardně je integrován s webovým prohlížečem s a správcem souborů Konquerorem.